# Strukturált párbeszéd
A strukturált párbeszéd olyan eszköz, amely segítségével a fiatalok kinyilváníthatják véleményüket az őket érinti kérdésekben, és eljuttathatják azt az európai uniós döntéshozókhoz. Ez az eszköz segít becsatornázni az európai uniós fiatalok véleményét az őket érintő, előre kijelölt ifjúságpolitikai kérdésekben az európai uniós politikai döntéshozatalban. Ez esélyt biztosít arra, hogy az Európai Unió ifjúságpolitikáját a fiatalok érdekeinek és igényeinek megfelelően alakítsák a fiatalok és a döntéshozók folyamatos konzultációja réven.

## Előzménye
A strukturált párbeszéd közvetlen előzménye az ifjúságról szóló fehér könyv, melyet az Európai Bizottság 2001 novemberében fogadott el, és kijelölte azt a négy fontosabb ifjúságpolitikai területet, ahol nagyobb együttműködés szükséges: (demokratikus) részvétel, tájékoztatás, önkéntesség és a fiatalok nagyobb fokú megértése és ismerete. A fehér könyv célkitűzése egy olyan új keretrendszer kialakítása az ifjúságpolitika területén, mellyel sokkal hatékonyabban lehet bevonni a fiatalokat az őket érintő döntésekbe. A Fehér Könyvben megfogalmazott új keretrendszer két összetevőből állt. Egyrészt az EU-tagállamok közötti együttműködés fokozása az úgynevezett „nyitott koordinációs módszer” segítségével, másrészt a fiatalok igényeinek figyelembevétele az ágazati politikákban, főleg a foglalkoztatás, oktatás, társadalmi befogadás, mobilitás területén.
Másik előzménye az Európai ifjúsági paktum, melyet 2005 márciusában fogadott el az Európai Tanács a lisszaboni stratégia felülvizsgálatának részeként. Az ifjúsági paktum olyan politikai eszköz, melynek célja az európai fiatalok oktatásban, képzésben való részvételének növelése, valamint a mobilitás, a szakmai és társadalmi beilleszkedés elősegítése. Ezen kezdeményezés célja ezen kívül, hogy a különböző hasonló területeket érintő kezdeményezéseket összhangba hozzák egymással, és az, hogy a tagállamok az előbb említett kezdeményezések kidolgozásával kapcsolatban konzultációt folytassanak a fiatalokkal.

## Létrehozása
Az előző címben említett eszközök fő célkitűzése az volt, hogy a fiatalokat minél aktívabban bevonják az ifjúságpolitikai kérdésekkel kapcsolatos döntéshozatalba. Ezen célkitűzés hatására 2005 november végén a Miniszterek Tanácsa egy olyan állásfoglalást A Tanács és a tagállamok kormányainak a Tanács keretében ülésező képviselői által elfogadott állásfoglalás –– „Napirenden az európai fiatalokat foglalkoztató kérdések –– az európai ifjúsági paktum végrehajtása és az állampolgári szerepvállalás ösztönzése” (2005. november 24.) fogadott el, melyben felkéri a Bizottságot és a tagországokat, hogy alakítsanak ki egy olyan strukturált párbeszédet, melyben részt vehetnek fiatalok, ifjúsági szervezetek, ifjúságkutatók és politikai döntéshozók. Egy ilyen típusú strukturált párbeszéd szükségességét egy 2006 novemberi tanácsi állásfoglalás, valamint egy 2007 szeptemberében kiadott, a fiatalok társadalomban, oktatásban és foglalkoztatásban való teljes körű részvételének elősegítéséről szóló bizottsági közvélemény is megerősítette. 2009-ben hozták létre a strukturált párbeszéd elnevezésű konzultációs eszközt, melynek lényege, hogy a fiatalok (15-30 éves korosztály) kinyilváníthassák a véleményüket az őket érintő kérdésekben.

## Felépítése
Az Európai Unió Tanácsa elnökének feladata az Európai Unió prioritásainak meghatározása, és az ezzel kapcsolatban kialakult hármas rotációs rendszerének köszönhetően a tagállamokat triókba osztják. Minden trió 18 hónapon keresztül működik, így a tagjaik félévenként váltják egymást. A trió felépítés lényege, hogy a folyamatosságot biztosítsa az adott három tagállam között, valamint az egymást váltó triók között. A strukturált párbeszéd erre a felépítésre alapul, így minden trió kijelöl egy számára fontos, átfogó ifjúságpolitikai témát, melyen belül az egyes tagállamok az elnökségi pozíció betöltése alatt választhatnak egy altémát.
Az alábbi táblázat tartalmazza a strukturált párbeszédben részt vevő elnökségek listáját és az általuk megszabott ifjúságpolitikai prioritásokat.
| Dátum                         | Átfogó ifjúságpolitikai téma   | Soros elnök   | Ifjúságpolitikai altéma                                                 |
| ----------------------------- | ------------------------------ | ------------- | ----------------------------------------------------------------------- |
| 2010. január – 2011. június   | Fiatalok foglalkoztatása       | Spanyolország | Hátrányos helyzetű fiatalok bevonása                                    |
| 2010. január – 2011. június   | Fiatalok foglalkoztatása       | Belgium       | Ifjúsági munka                                                          |
| 2010. január – 2011. június   | Fiatalok foglalkoztatása       | Magyarország  | Aktív részvétel, önkéntesség                                            |
| 2011. július – 2012. december | Fiatalok részvétele            | Lengyelország | A fiatalok és a világ                                                   |
| 2011. július – 2012. december | Fiatalok részvétele            | Dánia         | Kreativitás és innováció                                                |
| 2011. július – 2012. december | Fiatalok részvétele            | Ciprus        | Részvétel és társadalmi befogadás                                       |
| 2013. január – 2014. június   | Fiatalok társadalmi befogadása | Írország      | Az ifjúsági munka minősége                                              |
| 2013. január – 2014. június   | Fiatalok társadalmi befogadása | Litvánia      | A nem foglalkoztatott, oktatásban vagy képzésben nem részesülő fiatalok |
| 2013. január – 2014. június   | Fiatalok társadalmi befogadása | Görögország   | A fiatalok vállalkozókészsége                                           |
| 2014. július – 2015. december | A fiatalok képessé tétele      | Olaszország   | A fiatalok jogokhoz való hozzáférése                                    |
| 2014. július – 2015. december | A fiatalok képessé tétele      | Lettország    | -                                                                       |
| 2014. július – 2015. december | A fiatalok képessé tétele      | Luxemburg     | -                                                                       |

## Működése

### Európai szint
A strukturált párbeszéd európai szintű koordinálásért az Európai Irányítóbizottság felelős. Ezen kívül a folyamatot ellenőrzi, értékeli, és az eredményeit kommunikálja. Tagjai között vannak az Európai Bizottság képviselői, a tanácsi trió elnökségének országaiból az ifjúságpolitikáért felelős minisztériumok, a Nemzeti Ifjúsági Tanácsok, valamint a Fiatalok lendületben program nemzeti irodáinak képviselői és az Európai Ifjúsági Fórum képviselői. Az Irányítóbizottság feladata a nemzeti konzultációkhoz szükséges vezérkérdések megalkotása, valamint a tagállamokból visszaérkező eredmények összefésülése, és egy dokumentumba való összefoglalása. Ezt a dokumentumot, mint háttérdokumentumot használják fel az EU Ifjúsági konferenciákon.

### Tagállami szint
A strukturált párbeszéd alkalmazása minden tagállamban az Európai irányítóbizottság útmutatásai és az általa kijelölt főbb irányvonalak mentén, nemzeti konzultáció révén zajlik. Az egyes tagországokban a nemzeti munkacsoportok felelősek a konzultáció lebonyolításáért, melynek eszközei a kérdőívek, a mini-interjúk, a viták és a fókuszcsoportos beszélgetések. A munkacsoport tagjai közé az ifjúsági ügyekkel foglalkozó minisztériumok képviselői, ifjúsági szervezetek képviselői, ifjúságkutatók, és ha van, akkor a Nemzeti Ifjúsági Tanács tagjai tartoznak. A munkacsoportok feladata, hogy minél több fiatalt, minél hatékonyabb módon elérjenek, illetve, hogy a konzultáció eredményéből egy nemzeti riportot készítsenek, amelyet eljuttatnak az európai irányítóbizottsághoz.

## Ifjúsági konferenciák
Minden elnökség ideje alatt megrendeznek egy európai uniós ifjúsági konferenciát az adott elnökség országában, amelyen az európai uniós döntéshozók és a tagállamok ifjúsági delegáltjai előre meghatározott kérdésekben konzultálnak egymással. Az irányítóbizottság által kiadott háttérdokumentum témái alapján workshopokban vehetnek részt a résztvevők, melyekért az Európai Ifjúsági Fórum által kijelölt facilitátori csoport felelős. A konferencia végére az egyes workshopok 3-3 ajánlást fogalmaznak meg, melyet eljuttatnak az Európai Unió Tanácsához, amely azok alapján megállapításokat és döntéseket hoz.

### Ajánlások
- Spanyolország, Jerez de la Frontera, 2010. április 13-15. Közös következtetések (angolul)

A konferencia témája a fiatalok foglalkoztatása volt, ezen belül is főleg a hátrányos helyzetű fiatalokkal foglalkoztatási nehézségeivel foglalkoztak. Ezen a konferencián 97 ifjúsági delegált és 90 döntéshozó ült össze, hogy megvitassák az európai uniós ifjúságpolitika prioritásait.
Fiatalok foglalkoztatás és ennek hatása a fiatalok autonómiájára. A munkaerőpiachoz való hozzáférés
1. Nem formális tanulás eredményeinek elismerése
2. Tisztességesen fizetett, biztonságos munkakörülményeket biztosító, hosszú távú munkahelyek biztosítása a fiatalok számára
3. Az oktatásból a munkaerőpiacra való zavartalan átmenet biztosítása olyan támogató intézkedések előmozdításával, mint minőségi gyakornoki lehetőségek, tanácsadási rendszer, valamint hatékony és kiegyensúlyozott együttműködés a munkaerő-piaci politikával :# "Fiatalbarát" munkaerőpiac
4. Jövedelemtámogatási-, nyugdíjrendszerhez és egyéb szolgáltatáshoz (gyermekgondozás, lakhatás, közlekedés, stb.) való hozzáférés biztosítása a fiatalok számára a fiatalok autonómiájának és biztonságának támogatása érdekében
5. Annak érdekében, hogy csökkentsék az oktatásból kiesők arányát, különösen a hátrányos helyzetű fiatalok körében, arra kérik a Tagállamokat, hogy gondolják újra a pénzügyi támogatási- és az oktatási rendszerek hatékonyságát

Fiatalok vállalkozási szelleme és önfoglalkoztatása
1. Vállalkozói szellem ösztönzése és egyenlő esélyek biztosítása minden fiatal számára, aki vállalkozó szeretne lenni
2. A vállalkozáshoz kapcsolódó eljárások egyszerűsítése
3. A vállalkozásról szóló jobb tájékoztatás és támogatási programok szükségessége
4. Új ötletek támogatásának és a kölcsönökhöz, valamint uniós finanszírozási programokhoz való hozzáférés szükségessége
5. A bonyolult eljárásokhoz kapcsolódó specifikus képzés és támogatás szükségessége

Munkakörülmények és esélyegyenlőség. A munka és magánélet összeegyeztetése
1. A fiatalokra vonatkozó munkafelvételhez és munkakörülményhez kapcsolódó diszkrimináció megszüntetése
2. A kétes munkaszerződésekkel szembeni védelem biztosítása a fiatalok számára az egyenlő munkajogok, a foglalkoztatási biztonság és az autonómia előmozdításának érdekében
3. Esélyegyenlőség biztosítása a fiatal nők és férfiak számára a magán- és családi élet, valamint a munka összeegyeztetése érdekében
4. A szakmai gyakorlat releváns tanulási tapasztalat kell, hogy legyen, ahol érvényesülnek a tisztességes munkapiaci feltételek
5. A fiatalok nemek közötti egyenlőségének előmozdítása a munkaerőpiacon és az oktatásban

Képzés és oktatás, élethosszig tartó tanulás és mobilitás. Innováció, kreativitás és az új infokommunikációs technológiák használata
1. A nem formális oktatás, valamint a formális oktatás, nem formális oktatás és e-oktatás szinergiájának és komplementaritásának elismerése
2. A fiatalok számára biztosított egyenlő esély az alábbiakhoz való hozzáférésben: formális oktatás, nem formális oktatás, élethosszig tartó tanulás, képzés és mobilitás
3. Munkatapasztalati lehetőségek fejlesztése az oktatási rendszer állami és magánszektora, valamint a NGO-k közötti szektorokon átívelő együttműködés és kapcsolat segítségével, valamint a szakképzés és szakoktatás hitelességének tudatosítása
4. A már meglévő mobilitási és oktatási eszközök mellett a "fiatalbarát" iránymutatás és tájékoztatás fejlesztése
5. Az oktatás minden szintjén és formájában megjelenő kreativitás és innováció támogatása
6. Az infokommunikációs technológiákhoz való hozzáférés növelése, valamint az egyénre és a társadalomra gyakorolt hatásuk tudatosítása

Társadalmi párbeszéd, részvétel és a munkavállalók jogai
1. Mind a foglalkoztatott, mind a munkanélküli fiatalok nem kapnak elegendő információt, tudást, készségeket és bátorítást, hogy részt vegyenek a munkakörnyezetükben és a társadalmi párbeszédben
2. A munkajog és a szociális védelem nem terjed ki olyan fiatalokra vonatkozó specifikus helyzetekre mint a szakmai gyakorlat, részmunkaidős foglalkoztatás, szülői szabadság, stb.
3. A vállalati környezet nem ösztönzi a fiatal munkavállalókat, hogy a munkahelyi környezetükkel kapcsolatos döntéshozatalban részt vegyenek
4. A fiatalok munkaerő-piaci helyzete bizonytalan, mivel a fiatalok érdekeit nem képviselik megfelelő mértékben a társadalmi párbeszédben
5. A releváns információk nem érnek el minden fiatalt

Társadalmi kohézió és társadalmi befogadás
1. Önkéntes tevékenységek támogatása, előmozdítása és elismerése, mint alkalmas eszköz a társadalmi befogadásra, a nem formális oktatásra, a mobilitásra és a munkaerőpiacra való felkészülés során.
2. Teljes hozzáférhetőség biztosítása valamennyi fiatal, különösen a hátrányos helyzetű fiatalok számára
3. A korai kirekesztés csökkentése, mely egész korai életkorban megtörténhet, mert nem azonosak a lehetőségek és az akadályok megakadályozzák, hogy a kirekesztett személy teljes életet éljen.
4. Az ifjúsági munka, melyet az önkéntes részvétel, a strukturált nem formális tanulás és az önkéntes szervezetek, valamint állami szervek által nyújtott informális tanulási lehetőségek jellemeznek, rendkívüli mértékben hozzájárul a fiatalok sikeres társadalmi integrációjához, különös tekintettel a hátrányos helyzetű fiatalokra.

- Belgium, Leuven, 2010. október 2-4. Közös ajánlások (angolul)

A második EU ifjúságpolitikai konferencia, melyen a fiatalok képviselői, a ifjúsági ügyekért felelős DG képviselők, a Fiatalok Lendületben program nemzeti irodáinak képviselői, valamint az uniós intézmények képviselői vettek részt.
1. Tájékoztatás, tanácsadás és támogatás a fiatalok részére
2. Kompetenciák elismerése
3. Szociális védelem
4. Az oktatásból a munkaerőpiacra történő átmenet
5. A diszkrimináció elleni küzdelem
6. A fiatalok részvétele a társadalmi párbeszédben
7. A magánélet és a munka összeegyeztetése
8. Az ifjúsági munka szerepe

- Magyarország, Gödöllő, Budapest, 2011. március 2-4. Eredmények (angolul)

Az első hármas elnökséget lezáró EU ifjúságpolitikai konferencia célja egy konkrét javaslatokat felsorakoztató, a fiatalok foglalkoztatásával kapcsolatos problémákat átfogó dokumentum létrehozása volt.Az EU elnökséghez kapcsolódó ifjúsági foglalkoztatás témájú ifjúsági konferencia eredményei (magyarul)
1. A karrierorientált képzés és tanácsadás alapvető szerepet játszik a fiatalok figyelmének munkaerő-piaci követelményekre történő felhívásában és a munka világára történő felkészítésükben, legyen szó akár alkalmazotti, akár vállalkozói tevékenységről. Ennek megfelelően a karrier orientált képzést és tanácsadást integrálni kell az oktatás minden szintjén.
2. Nem csak a munkaerő-piacra belépő fiatalok jogainak védelme létfontosságú, de konkrét politikai intézkedések és erős ellenőrző mechanizmusok révén a munkával töltött évek alatt is szükség van erre. Mivel a gyakorlat értékes eszköz a munkaerő-piacra történő belépés megkönnyítéséhez, egy minőségi keret kidolgozására van szükség, mely garantálja az ilyen jellegű tapasztalatok képzési értékét.
3. Fontos, hogy formális és nem formális képzések útján a fiatalok számára biztosítsuk az ifjúságbarát, innovatív és fontos munkaerő-piaci információkhoz, illetve a karrier orientált támogatáshoz való hozzáférést. Fel kell ismerni, hogy a megfelelő támogatás legjelentősebb forrását az olyan fontos szereplők képezik, mint az ifjúsági munkások, karrier tanácsadók vagy képzett tanárok.
4. Az ifjúsági szervezetek a formális oktatás keretein kívüli legjelentősebb szervezetek, melyek nem formális oktatással, informális tanulással és szélesebb mobilitási lehetőségek bemutatásával foglalkoznak. Éppen ezért elengedhetetlen számukra fenntartható, hosszú távú pénzügyi támogatást nyújtani, hogy megfelelő képességekkel és kompetenciákkal ruházhassák fel a fiatalokat, hogy azok aktív polgárokká válhassanak és megkönnyíthessék számukra a munkaerő-piacra történő bejutást, ami fontos lépés az Európa 2020 stratégia céljainak eléréséhez és egy versenyképes, tudásalapú és fenntartható Európa felépítéséhez.
5. A munka és a személyes szükségletek közti egyensúly lehetővé teszi a fiatalok számára, hogy teljes mértékben kihasználják lehetőségeiket a munkaerő-piacon és a magánéletben egyaránt. Ahhoz, hogy a munkavégzésüket össze tudják kötni további képzésekkel, oktatással, családi élettel és önkéntességgel a fiataloknak az önkéntesség terén nagyobb rugalmasságra, biztonságra és a szükséges forrásokhoz való hozzáférés biztosítására van szüksége.
6. A mobilitás fontos szerepet játszik a fiatalok személyes és szakmai fejlődéséhez szükséges kompetenciák megszerzésében. Az Európa 2020 stratégiára és a „Youth on the Move” zászlóshajó kezdeményezés alapján a mobilitási lehetőségekhez való egyenlő hozzáférés a szociális, kulturális, politikai és igazgatási akadályok elhárításával érhető el.
7. Az ifjúsági munka olyan képességekkel és kompetenciákkal ruházza fel a fiatalokat melyek hasznosak a munkavállalásban, a képzésben, illetve a szociális és személyes fejlődésben. Annak felismerése, hogy az ifjúsági munka a formális képzés fontos kiegészítője, minden szinten az ifjúsági szektor, a képzőintézmények, munkaadók és hatóságok együttműködését teszi szükségessé.
8. A már létező és új EU programok és pénzeszközök fontos szerepet játszanak a tanulási mobilitás és a tanulás egyéb formáinak támogatásában és a fiatalok munkaerő-piaci lehetőségeinek növelésében. Éppen ezért elengedhetetlen, hogy nyitottak legyenek minden fiatal számára, különösképp azonban a diszkriminációt elszenvedő fiatalok számára. Ezeket a programokat fejleszteni és erősíteni kell, hogy általuk erősödjön a fiatalokban emberi jogaik felismerésének képessége.

- Lengyelország, Varsó, 2011. szeptember 5-7. Közös ajánlások (angolul)

A következő trió első konzultációs szakaszát Varsóban zárták le, ahol az ifjúsági küldöttek és a tagállamok főigazgatói közösen fogalmaztak meg ajánlásokat az EU-országok és az Európai Unióval határos országok fiataljainak mobilitásáról és együttműködéséről, különös tekintettel Kelet-Európára és a Kaukázusra.
1. Motiváció: az Európai Unión kívüli nemzetközi ifjúsági együttműködés iránti érdeklődéstől a cselekvésig
2. Elismerés: a nemzetközi együttműködések megbecsülése
3. Információ: az információhoz való hozzáférés - kulcsfontosságú egy sikeres együttműködés kezdetéhez?
4. Komplikációk: korlátok és akadályok az ifjúsági együttműködésben az uniós és az EU-val szomszédos országok között
5. Támogatási eszközök: programok és támogatási rendszerek a mobilitás és a részvétel támogatására
6. Kompetenciák növelése: készségek, értékek és kultúrák közötti párbeszéd
7. Részvétel: a fiatalok részvétele Európa demokratikus életében

- Dánia, Sorø, 2012. március 18-21. Közös ajánlások (angolul)[halott link]

A strukturált párbeszéd második ciklusának második konzultációs körét a Sorø-ban megtartott EU ifjúsági konferencia zárta, ahol a fiatalok és az EU-tagállamok döntéshozóinak képviselői közösen fogalmazták meg a következő ajánlásokat a nemzeti konzultációk eredménye alapján a „Kreativitás, Innováció és Tehetség – fiatalok részvétele az európai demokratikus életben” témában.
1. Fiatalok részvétele - választások
2. Fiatalok részvétele - választói korhatár
3. Fiatalok részvételre való ösztönzése
4. Az új (EU) oktatási és ifjúsági program
5. Támogatási rendszerek és részvétel
6. Média és részvétel
7. Részvétel és innováció

- Ciprus, Nicosia, 2012. szeptember 11-13. Közös ajánlások (angolul)[halott link]

A strukturált párbeszéd a Ciprusi Elnökség ideje alatt „Az ifjúsági részvétel és a társadalmi integráció, különös tekintettel a bevándorló háttérrel rendelkező fiatalokra” témára fókuszált, majd a Nicosiában rendezett EU Ifjúsági Konferenciával zárult le a második elnökségi trió ciklusa, ahol az ifjúsági küldöttek és az EU-tagállamok főigazgatói közösen határoztak meg ajánlásokat a nemzeti konzultációk eredményei alapján.
1. Információ – a tájékoztatás és a média szerepe a társadalmi integrációban
2. Oktatás és nyelv – minőségi oktatás a minőségi beilleszkedésért
3. Attitűdök – Az előítéletektől az interkulturális párbeszédig
4. Esélyegyenlőség – A diszkrimináció elleni harctól a munkaerőpiachoz és a szociális ellátórendszerhez való egyenlő hozzáférésig
5. Támogatási rendszerek és eszközök – Jobb politikák, programok és gyakorlatok a jobb társadalmi integrációért
6. Részvétel – Fiatalok részvétele a demokratikus és társadalmi életben
7. Ifjúsági szervezetek – Az ifjúsági szervezetek társadalmi beilleszkedésben betöltött szerepének támogatása

- Írország, Dublin, 2013. március 11-13. Közös következtetések (angolul) Archiválva 2014. április 24-i dátummal a Wayback Machine-ben

Az ír EU ifjúsági konferencia nyitotta meg a strukturált párbeszéd harmadik konzultációs szakaszát, melynek témája a fiatalok társadalmi befogadása. A konferenciához szükséges konzultációk eredményeit a 27 EU-tagország és 10 INGO biztosította.
1. Foglalkoztatás – a foglalkoztatás integrációhoz vezet
2. Oktatás – befogadó oktatás valamennyi fiatal számára
3. Részvétel – egyenlő jogok és egyenlő lehetőségek a közéletben való részvételre
4. Jólét – a jóléthez való hozzáférés
5. Támogatás – szociális és ifjúsági szolgáltatások a fiatalok számára
6. Ifjúsági szervezetek – ifjúsági szervezetek és a társadalmi integráció
7. Minőség – minőségi ifjúsági munka a társadalmi integráció biztosítása érdekében

- Görögország, Thesszaloniki, 2014. március 10-12. Közös ajánlások (angolul)

1. Minőségi oktatás – egyenlő tanulási lehetőségek biztosítása
2. Minőségi átmenet – fiatalok oktatásból a munkaerőpiacra való átmenetének segítése
3. Minőségi állások – fiatalkori munkavállalás biztosítása
4. Generációk közötti párbeszéd – generációk közötti szolidaritás erősítése
5. Aktív befogadás – a fiatalok társadalomba való befogadásához szükséges feltételek biztosítása
6. Fiatalkori vállalkozások – fiatalok vállalkozásainak fellendítése
7. Társadalmi vállalkozások – a pozitív társadalmi hatást célzó vállalkozások létrehozásának támogatása